# Mindaugas Venckaitis
Mindaugas Venckaitis (ur. 17 września 2001) – litewski zapaśnik walczący w stylu klasycznym. Olimpijczyk z Paryża 2024, gdzie zajął trzynaste miejsce w kategorii 97 kg.
Zajął piąte miejsce na mistrzostwach świata w 2023. Jedenasty w mistrzostwach Europy w 2023 roku.